# Фурнерон, Валери
Валери Фурнерон — французский политик, депутат Национального собрания, член Социалистической партии Франции, бывший мэр Руана.

## Биография
Родилась 4 октября 1959 году в пригороде Руана Ле-Пети-Кевийи (департамент Приморская Сена). Выросла в семье, принадлежащей к среднему классу и придерживающейся правых взглядов, которые разделяла в детстве. В 14 лет принимала участие в предвыборной кампании будущего президента Валери Жискар д’Эстена. В 80-е годы ее политические взгляды сместились влево.
Врач по образованию, в 1984—1989 годах она работала спортивным врачом в госпитале Руана, в 1989—1991 годах в министерстве спорта Франции занималась организацией национальной программы спортивной медицины, координировала медицинские программы национальных сборных Франции. В 1991—1995 годах возглавляла медицинский штаб сборной Франции по волейболу и хоккейного клуба «Руан».
Политическая карьера Валери Фурнерон началась в 1995 году, когда Ивон Робер, кандидат от социалистов на пост мэра Руана, пригласил ее в свою команду. В 1995—2001 годах она занимала пост вице-мэра по вопросам спорта, затем по вопросам городской политики, здоровья и безопасности. В 1998—2007 годах избиралась в совет региона Верхняя Нормандия, где занимала пост вице-президента по вопросам спорта.
В 2002 году Валери Фурнерон впервые стала кандидатом социалистов на выборах в Национальное собрание по 1-му избирательному округу департамента Приморская Сена и с незначительным отрывом уступила кандидату партии Союз за народное движение Патрику Эру. В 2007 году она вновь баллотировалась на выборах в Национальное собрание и одержала победу. Во фракции социалистов в парламенте она заняла пост вице-председателя по вопросам спорта.
На муниципальных выборах 2008 года Валери Фурнерон возглавила единый список социалистов и привела его к победе, став одной из немногих женщин — мэров городов с населением более 100 тысяч человек. В 2011 году она поддержала Мартин Обри во время ее предвыборной кампании, а после избрания Франсуа Олланда кандидатом от социалистов включилась в его кампанию, курируя вопросы, связанные со спортом.
В 2012 году вновь победила на выборах в Национальное собрание, и в результате общей победы социалистов на выборах в 2012 году вошла в правительство Жана-Марка Эро, заняв пост министра по вопросам спорта, молодежи, национального образования. Из-за запрета на совмещения постов ушла с поста мэра Руана. В апреле 2014 года в новом правительстве Мануэля Вальса заняла пост государственного секретаря по вопросам торговли, ремесел, туризма и социальной экономики, но через два месяца по состоянию здоровья ушла в отставку, вернувшись затем в Национальное собрание.
На выборах в Национальное собрание в 2017 году в очередной раз баллотировалась в депутаты Национального собрания по 1-му избирательному округу департамента Приморская Сена, но во 2-м туре проиграла кандидату движения «Вперёд, Республика!» Дамьену Адану.
В октябре 2017 года Валери Фурнерон возглавила новую организацию ― Международное агентство допинг-тестирования (ITA), созданную Всемирным антидопинговым агентством (ВАДА).

## Занимаемые выборные должности
11.06.1995 — 18.01.2001 — вице-мэр города Руан 

16.03.1998 — 28.03.2004 — член совета региона Верхняя Нормандия 

19.03.2001 — 01.04.2004 — член совета города Руан 

26.03.2004 — 04.2008 — член Генерального совета департамента Приморская Сена от кантона Руан-5 

29.03.2004 — 01.07.2007 — вице-президент совета региона Верхняя Нормандия 

16.03.1998 — 28.03.2004 — член совета региона Верхняя Нормандия 

20.06.2007 — 21.07.2012 — депутат Национального собрания Франции от 1-го избирательного округа департамента Приморская Сена 

15.03.2008 — 27.06.2012 — мэр города Руан 

27.06.2012 — 14.03.2020 — член совета города Руан 

16.05.2012 — 31.03.2014 — министр по вопросам спорта, молодежи, национального образования в правительстве Жана-Марка Эро 

09.04.2014 — 03.06.2014 — государственный секретарь по вопросам торговли, ремесел, туризма и социальной экономики в правительстве Мануэля Вальса 

04.07.2014 — 20.06.2017 — депутат Национального собрания Франции от 1-го избирательного округа департамента Приморская Сена.